# جمعية الأمن الوطني
الجمعية الرياضية للأمن الوطني ( بالفرنسية:AS Sureté Nationale ) هو نادي كرة قدم جزائري نسائي . يلعب في دوري الدرجة الأولى في الدوري الجزائري .

## الألقاب
- كأس الجزائر للسيدات:

```
  18/17 
[
2
]
```